# 로바르네체아
로바르네체아(스페인어: Lo Barnechea)는 칠레 산티아고 수도주 산티아고 현의 코무나이다. 면적은 1,023.7km2, 인구는 74,749명(2002년 기준), 인구 밀도는 73명/km2이다. 대(大)산티아고의 북동쪽 끝자락에 위치한다.